# Resistència desesperada
Resistència desesperada (títol original en rus, Прощаться не будем) és una pel·lícula russa de drama bèl·lic dirigida per Pàvel Drozdov. És protagonitzada per Andrei Merzlikin. La pel·lícula es va estrenar a Rússia el 21 de juny de 2018. S'ha doblat i subtitulat al català.